# 布勞特努滕峰
71°46′S 1°21′W / 71.767°S 1.350°W
布勞特努滕峰，是南極洲的山峰，位於毛德皇后地的瑪塔公主海岸，處於斯洛卡倫山東南面9公里，挪威製圖師根據測量和拍攝的空中照片繪入地圖，現時由南極條約體系管理。